# فستالية لامعة
فستالية لامعة (الاسم العلمي:Vestalis amaryllis)  هي نوع من الحشرات يتبع جنس الفستالية من الفصيلة الرعاشية                       .	